# Lista över svenska ingenjörregementen
Detta är en lista över svenska militära förband tillhörande ingenjörtrupperna.
Aktiva regementen är markerade med fet text 

## Ingenjörsregementen
- Sappörkompaniet (1855–1864)
- Sappörkåren (1864–1867)
- Pontonjärbataljonen (1867–1892)
- Svea ingenjörbataljon (1893–1902)
- Ing 1 Svea ingenjörkår (1902–1957, 1994–1997)
- Ing 1 Svea ingenjörregemente (1957–1994)
- Sappörbataljonen (1873–1892)
- Göta ingenjörbataljon (1893–1902)
- Ing 2 Göta ingenjörkår (1902–1963, 1994–2000)
- Ing 2 Göta ingenjörregemente (1963–1994, 2000– )
- Ing 3 Fälttelegrafkåren (1902–1937)
- Ing 3 Bodens ingenjörkår (1937–1975), ändrade beteckning från Ing 4 1937
- Ing 3 Bodens ingenjörregemente (1975–1994)
- Ing 3 Norrlands ingenjörkår (1994–2000)
- Ingbat/I 19 Norrlands ingenjörbataljon (2000-2005) (ej fristående enhet, utan en del av Norrbottens regemente)
- Ing 4 Bodens ingenjörkår (1902–1937), ändrade beteckning till Ing 3 1937
- Ing 5 Norrlands ingenjörkår (Planerat, dock aldrig uppsatt).